# 미원홀딩스
미원홀딩스 주식회사(Miwon Holdings)는 대한민국의 금융 기업으로, 미원상사의 지주회사이다.

## 역사
2017년 5월 미원상사에서 분사한 미원스페셜티케미칼(옛 미원에스씨)이 인적분할하여 중간주지사로 설립되었다.